# 아이스 픽

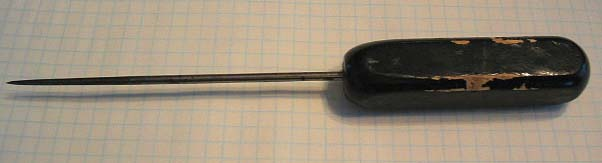
표준 아이스 픽

아이스 픽(ice pick) 또는 얼음 깨는 송곳은 1800년대부터 1900년대까지 얼음을 부수거나 따거나 쪼개는 데 사용된 뾰족한 금속 도구이다. 디자인은 나무 손잡이에 부착된 날카로운 금속 스파이크로 구성된다. 이 도구의 디자인은 제작 이후 상대적으로 변경되지 않았다. 디자인에서 눈에 띄는 유일한 차이점은 손잡이에 사용된 재료이다. 손잡이 재질은 보통 나무로 만들어지지만 플라스틱이나 고무로도 만들 수 있다. 이러한 재료는 안전성 측면에서 더 좋을 수 있으며 사용자가 사용하는 동안 픽을 더 잘 잡을 수 있다.

## 역사
1800년대에 얼어붙은 수원에서 얼음 블록을 모아 인근 가정에 배포했다. 블록을 사용하기 위해 더 작은 조각으로 쉽게 자르기 위해 아이스 픽을 사용했다. 많은 경우에 이러한 작은 블록은 아이스박스에 사용되었다. 아이스박스는 사용 면에서 냉장고와 비슷하지만 주요 차이점은 아이스박스가 제한된 시간 동안만 차갑게 유지될 수 있다는 점이다. 적절한 기능을 계속하려면 정기적으로 얼음을 보충해야 했다. 아이스 픽은 1900년대 초중반 현대식 냉장고의 등장으로 서서히 인기를 잃기 시작했다. 많은 냉장고에는 언제든지 작은 얼음 덩어리에 쉽게 접근할 수 있고 아이스 픽이 필요하지 않은 제빙기가 내장되어 있다. 오늘날 아이스 픽은 본질적으로 구식이 되었다.